# E. Kövér Katalin
E. Kövér Katalin (Debrecen, 1956. augusztus 12. – 2023. április 15.) magyar kémikus, egyetemi tanár, a Magyar Tudományos Akadémia rendes tagja.

## Életpályája
Pályaválasztását alapjaiban határozta meg a családi háttér, édesanyja kémia-matematika szakos tanár, édesapja pedig elméleti kutatóorvos volt. Egyetemi tanulmányait a debreceni Kossuth Lajos Tudományegyetemen végezte, 1979-ben szerzett diplomát. 1981-ben kapcsolódott be későbbi szűken vett kutatási területének vizsgálatába a Szilágyi László által vezetett NMR kutatólaboratórium munkájába. 1984-ben szerezte meg PhD fokozatát szintén a Kossuth Lajos Tudományegyetemen, 2013-ban a Magyar Tudományos Akadémia levelező, 2019-ben pedig rendes tagjává választották.

## Kutatói munkássága
- 1979-1984 között analitikai mérnök a Kossuth Lajos Tudományegyetemen a BIOGAL gyógyszergyár alkalmazottjaként
- 1984-1994 között tudományos munkatárs a Kossuth Lajos Tudományegyetemen a BIOGAL gyógyszergyár alkalmazottjaként
- 1994-1996 között tudományos főmunkatárs a Kossuth Lajos Tudományegyetemen a BIOGAL gyógyszergyár alkalmazottjaként

## Szakmai és közéleti tevékenység
- MTA, NMR Munkabizottság tagja
- MTA, Anyag- és Molekulaszerkezeti Munkabizottság tagja
- MTA, Antibiotikum Munkabizottság tagja
- Cseh-olasz-magyar NMR előadói ülés szervezője (1990)
- Nemzetközi pályázatok résztvevője (Inco-Copernicus, ICGEB, STINT, argentin-   magyar TÉT, dél-afrika-magyar TÉT)
- Nemzetközi pályázatok témavezetője (MTA-OTKA-NSF, svéd-magyar kutatási együttműködés, CSIC-MTA, india-magyar TÉT, dél-afrikai-magyar TéT, chilei-együttműködés OTKA-IN))
- EuropeanExperimental NMR Conference – International Scientific Board – tagja
- MMCE and EUROMAR Conferences – International Scientific Board – tagja (2016-2017)
- OTKA, OMFB, TÉT, MKM-FKFP, ETT, NKFI pályázatok témavezetője/résztvevője
- DE Kémiai Intézetének Kutatási Tanácsának tagja (2010-)
- DE TTK Tudományterületi Habilitációs Bizottság elnöke (2013-)
- Debreceni Egyetem Kémia Doktori Iskola vezetője (2016-)
- Szerves és Biomolekuláris Kémiai Tudományos Bizottság tagja (2011-)
- Bolyai János Kutatási Ösztöndíj Szakértői Kollégiumának tagja (2010-)
- MTA Kémiai Osztály, elnökhelyettes (2017-)
- International Evaluation Panel ofiNEXT: Infrastructure for NMR, EM and X-rays for Translational Research – tagja (2015-)
- International Evaluation Panel ofInstruct research infrastructure project– tagja (2016-)
- Corbel, Shared Services for Life-Science, Scientific Review Panel tagja (2017-)

## Díjak
- Erdey László-díj (1986, MTA)
- Széchenyi Professzori Ösztöndíj, 1998-2001
- Bruckner Győző-díj, 2010[2]
- Premio Hispano-Húngaro Gamboa-Winkler díj, 2010
- Év női kutatója díj, Debreceni Egyetem, 2013
- Hajdú-Bihar megyei ‘Prima díj’, 2014[3]
- Debreceni Egyetem Publikációs díj, 2017
- Kajtár-Hollósi Alapítvány emlékplakett, 2017
- A Magyar Érdemrend tisztikeresztje, 2022